# 岡山霞橋ゴルフ倶楽部
岡山霞橋ゴルフ倶楽部（おかやまかすみばしゴルフくらぶ）は、岡山県倉敷市連島町にあるゴルフ場である。

## 概要
「岡山霞橋ゴルフ倶楽部」は、中四国地方で一番歴史の古いコースで、1930年（昭和5年）、3ホールで開場したことに始まり、現在は9ホールの河川敷コースである。1929年（昭和4年）頃、大橋平右衛門（後・初代会長）は、高梁川の河口から干潟へ向けてボールを打っていた、そのゴルフ練習中に目に留まったのが霞橋下の河川敷だった。
1930年（昭和5年）、大橋は高梁川の河川敷の3万坪を岡山県から借り、コース設計をJ・E・クレインに依頼し、3ホールの「吉備ゴルフクラブ」を開場させた。岡山県で初めてのゴルフ場で、全国でも第12番目に開場したゴルフ場だった。1931年（昭和6年）、増設の3ホールが完成して、6ホールのゴルフ場となり、1934年（昭和9年）、9ホールのゴルフ場が完成し、クラブ名も「岡山ゴルフ倶楽部」と改称された。
1943年（昭和18年）、太平洋戦争の影響でゴルフ場が閉鎖され、その後、三菱重工業株式会社がゴルフ場を買収して錬成道場となった。敗戦後の1946年（昭和21年）、9ホールのゴルフ場で開場された。1953年（昭和28年）、クラブ会員が過剰となったことから、帯江コース9ホールを増設、このコースを岡山ゴルフ倶楽部として分離して、元の9ホールを「岡山霞橋ゴルフ倶楽部」と改称した。

## 所在地
岡山県倉敷市連島町5937-1

## コース情報
- 開場日 - 1930年4月1日
- 設計者 - J・E・クレイン
- 面積 - 190,000m2（約5.7万坪）
- コースタイプ - 河川敷コース
- コース - 9ホールズ、パー35、3,001ヤード
- フェアウェー - コウライ
- ラフ - ノシバ
- グリーン - 1グリーン、ベント
- ラウンドスタイル - 全組セルフプレ、歩きプレー(手引きカート)
- 練習場 - 無し
- 休場日 - 第2・第4火曜日[2][3]

| HOLE NO.       | 1   | 2   | 3   | 4   | 5   | 6   | 7   | 8   | 9   | TOTAL |
| -------------- | --- | --- | --- | --- | --- | --- | --- | --- | --- | ----- |
| H.D.C.P        | 3   | 8   | 2   | 9   | 7   | 1   | 4   | 6   | 5   | -     |
| Par            | 5   | 4   | 4   | 3   | 5   | 4   | 3   | 3   | 4   | 35    |
| Back T. (Yard) | 515 | 330 | 430 | 155 | 501 | 430 | 180 | 145 | 315 | 3,001 |
| Reg. (Yard)    | 500 | 315 | 420 | 140 | 480 | 414 | 160 | 130 | 305 | 2,864 |

## クラブ情報
- ハウス面積 - 528m2（159.7坪）[2][3]

## ギャラリー
- コース - 「岡山霞橋ゴルフ倶楽部」、ゴルフコース、2021年4月18日閲覧
- ハウス - 「岡山霞橋ゴルフ倶楽部」、施設案内、2021年4月18日閲覧

## 交通アクセス
- 鉄道 - JR西日本（山陽本線・伯備線） - 倉敷駅より タクシー利用
- 道路 - 山陽自動車道 - 玉島ICより 7km[4]

## 関連文献
- 『月刊ゴルフマネジメント』、「ゴルフ倶楽部を考える(238)戦後復興の岡山霞橋ゴルフ倶楽部 日本ゴルフコース100年史」、井上勝純著、東京 一季出版、2006年2月、2021年4月18日閲覧
- 『ゴルフ場ガイド 西版』、2006-2007、「岡山霞橋ゴルフ倶楽部」、東京 ゴルフダイジェスト社、2006年5月、2021年4月18日閲覧
- 『美しい日本のゴルフコース BEAUTIFUL GOLF CULTURE IN JAPAN 日本のゴルフ110年記念 ゴルフは日本の新しい伝統文化である』、ゴルフダイジェスト社「美しい日本のゴルフコース」編纂委員会編、「「草を刈ればコースになる」が河川敷コースを誕生させた」、東京 ゴルフダイジェスト社、2013年12月、2021年4月18日閲覧
- 『ゴルフ場セミナー』、「Course Report 特別編(VOL.264)岡山霞橋ゴルフ倶楽部(岡山県) 日本最古の河川敷は一般社団法人の会員制」、東京 ゴルフダイジェスト社、2021年3月、2021年4月18日閲覧